# هجوم بروسيلوف
هجوم بروسيلوف (بالإنجليزية:  Brusilov Offensive )‏ (بالروسية: Брусиловский прорыв Brusilovskiĭ proryv ) (بالروسية: Брусиловский прорыв Brusilovskiĭ proryv)) وتسمى أيضًا بهجوم يونيو، فيها كانت أعظم خسارة للقوات العسكرية التابعة للإمبراطورية الروسية خلال الحرب العالمية الأولى، إلا أن الجانب الروسي حقق النصر في هذا الهجوم.